# Oostenrijkse parlementsverkiezingen 1966
De zevende verkiezingen van de Nationalrat, het parlement van Oostenrijk, vonden op 6 maart 1966 plaats.
Voor het eerst sinds 1945 wist de Österreichische Volkspartei (ÖVP), de christendemocraten, een absolute meerderheid te veroveren in de Nationale Raad (85 van de 165 zetels). De sociaaldemocraten van de Sozialistische Partei Österreichs (SPÖ) en de nationaal-liberale Freiheitliche Partei Österreichs (FPÖ) leden stemmenverlies wat zich resulteerde in zetelverlies (beide partijen verloren ieder 2 zetels).
De SPÖ moest stemmen inleveren ten gunste van een nieuwe, rechts-populistische partij, de Demokratische Fortschrittliche Partei (DFP) die onder leiding stond van de vakbondsman en oud-minister van Binnenlandse Zaken Franz Olah die als gevolg van een financieel schandaal zijn politieke carrière binnen de gelederen van de SPÖ moest staken. Hoewel de DFP geen enkele zetel wist te veroveren, wist de partij wel de SPÖ te verzwakken.
| Voornaamste partijen die deelnamen aan de verkiezingen | Voornaamste partijen die deelnamen aan de verkiezingen | Voornaamste partijen die deelnamen aan de verkiezingen |
| Partijnaam                                             | Afkorting                                              | Ideologische richting                                  |
| ------------------------------------------------------ | ------------------------------------------------------ | ------------------------------------------------------ |
| Österreichische Volkspartei                            | ÖVP                                                    | christendemocratie, liberaal conservatisme             |
| Sozialistische Partei Österreichs                      | SPÖ                                                    | sociaaldemocratie, democratisch socialisme             |
| Kommunistische Partei Österreichs                      | KPÖ                                                    | marxisme-leninisme, communisme                         |
| Freiheitliche Partei Österreichs                       | FPÖ                                                    | liberaal conservatisme, nationaal liberalisme          |

## Uitslag
| Partijen                 | Partijen                                                     | Stemmen   | Percentage | Zetels | Verschil |
| ------------------------ | ------------------------------------------------------------ | --------- | ---------- | ------ | -------- |
|                          | Österreichische Volkspartei (ÖVP)                            | 2.191.109 | 48,35%     | 85     | 4        |
|                          | Sozialistische Partei Österreichs (SPÖ)                      | 1.928.985 | 42,56%     | 74     | 2        |
|                          | Freiheitliche Partei Österreichs (FPÖ)                       | 242.570   | 5,35%      | 6      | 2        |
|                          | Demokratische Fortschrittliche Partei (DFP)/Lijst Franz Olah | 148.528   | 3,28%      | —      | —        |
|                          | Kommunisten und Linkssozialisetn (KuL)                       | 18.636    | 0,41%      | 0      | 0        |
|                          | Liberale Partei Österreichs (LPÖ)                            | 1.571     | 0,04%      | —      | —        |
|                          | Marxistisch-Leninistische Partei Österreichs (MLPÖ)a         | 486       | 0,01%      | —      | —        |
|                          | Ongeldige stemmen/ blanco stemmen                            | 52.085    | —          | —      | —        |
| (opkomst 93,80%)         | (opkomst 93,80%)                                             | 4.583.970 | 100%       | 165    |          |
| a Afsplitsing van de KPÖ |                                                              |           |            |        |          |

## Coalitievorming
Omdat de ÖVP een absolute meerderheid had behaald bij de verkiezingen kwam er een einde aan de Große Koalition (ÖVP + SPÖ) die het land sinds 1945 had geregeerd. Josef Klaus, die in 1964 zijn partijgenoot Alfons Gorbach was opgevolgd als bondskanselier, die op 19 april 1966 een nieuwe bondsregering presenteerde.
In 1967 moest Bruno Pitterman, partijleider van de SPÖ, die jarenlang vicekanselier was geweest in verschillende coalitiekabinetten, het veld ruimen ten gunste van Bruno Kreisky (eertijds minister van Buitenlandse Zaken).

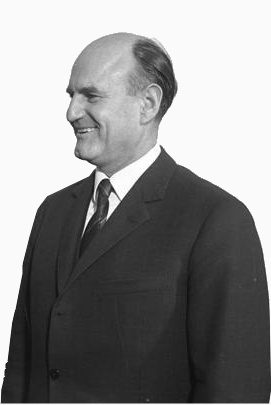
Bondskanselier Josef Klaus (ÖVP)
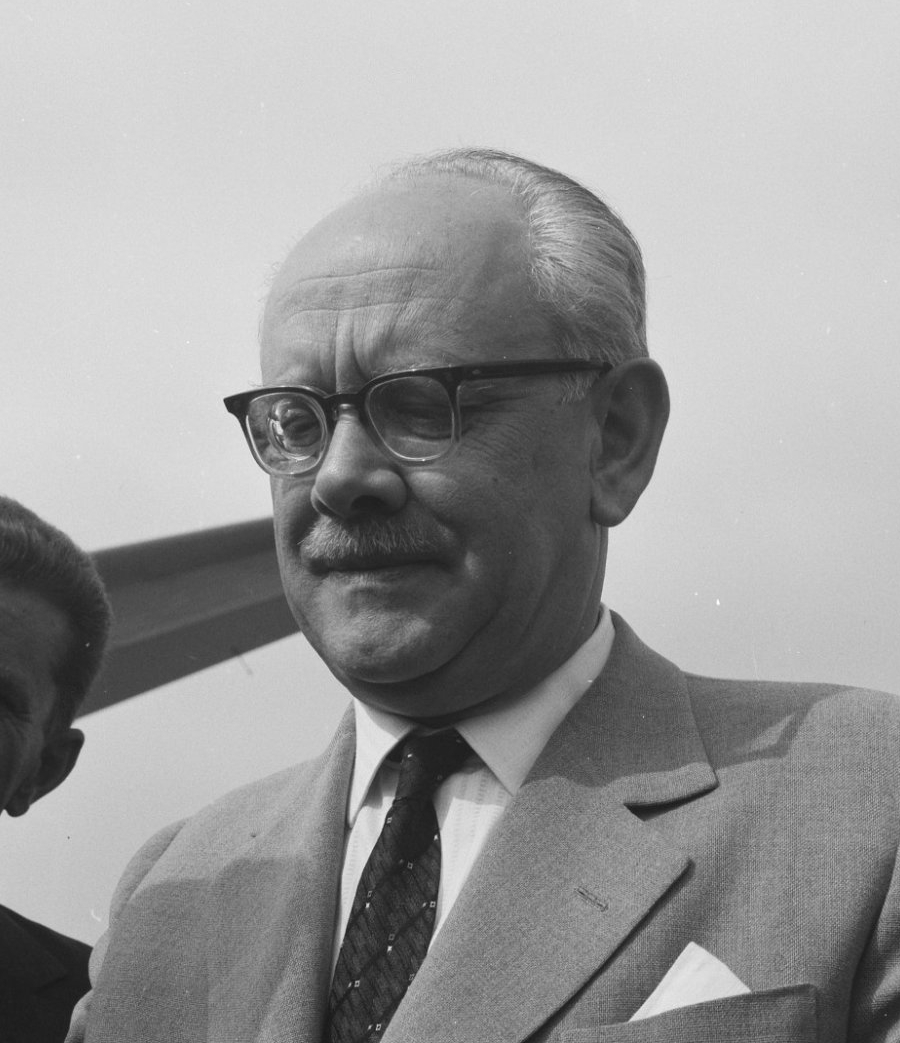
Vice-kanselier Fritz Bock (ÖVP)